# Augustus Lane-Fox Pitt-Rivers
Augustus Lane-Fox Pitt-Rivers (ur. 14 kwietnia 1827, zm. 4 maja 1900) – angielski generał, archeolog, antropolog.

## Życiorys
Pierwsze zbiory gromadził ok. 1851/1852 r.
W 1859 r. wstąpił do Królewskiego Towarzystwa Geograficznego.
Pierwsze prace wykopaliskowe prowadził w latach 60. XIX wieku w Irlandii. Dalsze doświadczenie zdobył współpracując z Williamem Greenwellem podczas wykopalisk kurhanów w Yorkshire Wolds (1867). W latach 1881–1896 w swojej posiadłości w Cranborne Chase w południowej Anglii prowadził prace wykopaliskowe. Tworzył profile i plany. Notowano dokładne położenie każdego wydobywanego przedmiotu, znalezisko namierzano trójwymiarowo. Ziemię usuwano metodą arbitralną. Wyniki swych prac opublikował w czterotomowej publikacji.

## Poglądy naukowe

### Ewolucja kulturowa
Uważał, że historię kultury należy badać z perspektywy darwinowskiej teorii ewolucji. 

### Gatunek ludzki
Za wyróżnik gatunku ludzkiego uważał wytwarzanie (a nie tylko używanie) narzędzi (sugerował, że rozróżnienie to odnosi się również do języka jako środka komunikacji - czyli używania, oraz tworzenia słów - czyli wytwarzania).

## Upamiętnienie
W Oksfordzie istnieje Muzeum Uniwersyteckie Historii Naturalnej im. Pitta Riversa. Z placówką związane były m.in. antropolożki Winifred Blackman i Barbara Freire-Marreco. Ta ostatnia przekazała placówce 845 eksponatów m.in. z Kanady, Chin, Kongo, Cypru, Francji, Niemiec, Indii, Włoch, Meksyku, Czarnogóry, Maroko, Holandii, Nigerii, Polski, Portugalii, Rosji, Hiszpanii, Tanzanii, Turcji, Ukrainy i USA). W latach 1909–1910 na polecenie Henry'ego Balfoura skatalogowała kolekcję amuletów i magicznych przyrządów w muzeum. W latach 1938–1959 kierowniczką muzeum była Beatrice Blackwood, która podczas badań terenowych w USA zbierała eksponaty dla muzeum. W placówce przechowywane są m.in. nagrane przez nią filmy ilustrujące życie plemion na terenie Nowej Gwinei (trzy szpule szesnastomilimetrowych taśm), jak również eksponaty przywiezione z Wyspy Wielkanocnej przez Katherine Routledge.
Przyznawane jest też wyróżnienie upamiętniające archeologa – Medal Riversa. W 1943 Królewski Instytut Antropologiczny przyznał go Beatrice Blackwood.